# Мир забытых вещей (музей)
Музей «Мир забытых вещей» — филиал Вологодского государственного музея-заповедника. Экспозиции музея рассказывают посетителям о быте горожан в дореволюционную эпоху, а также об истории Вологодского портрета.

## История
Музей был открыт в мае 1991 года и находится в деревянном особняке середины XIX века, который является объектом культурного наследия федерального значения.

## Строение и помещения музея
Дом возведён в середине XIX века. В начале XX века его владельцем являлся купец 2-й гильдии Дмитрий Николаевич Пантелеев, в семье которого воспитывалось семнадцать детей. Он был владельцем магазина галантерейных товаров.
С приходом Советской власти дом был экспроприирован и оборудован под коммунальное жильё. Владелец был выслан на Кольский полуостров. В 1991 году здание передано краеведческому музею.
Особняк построен в традициях позднего классицизма. Двухэтажное строение дополнено крещатым мезонином, все четыре стороны оборудованы фронтоном с оригинальными окошками. Во дворе дома расположен каретник.
Реставрация особняка была проведена в 1980-е и начало 1990-х годов. Каретник был полностью возведён из новых материалов.

## Экспозиция

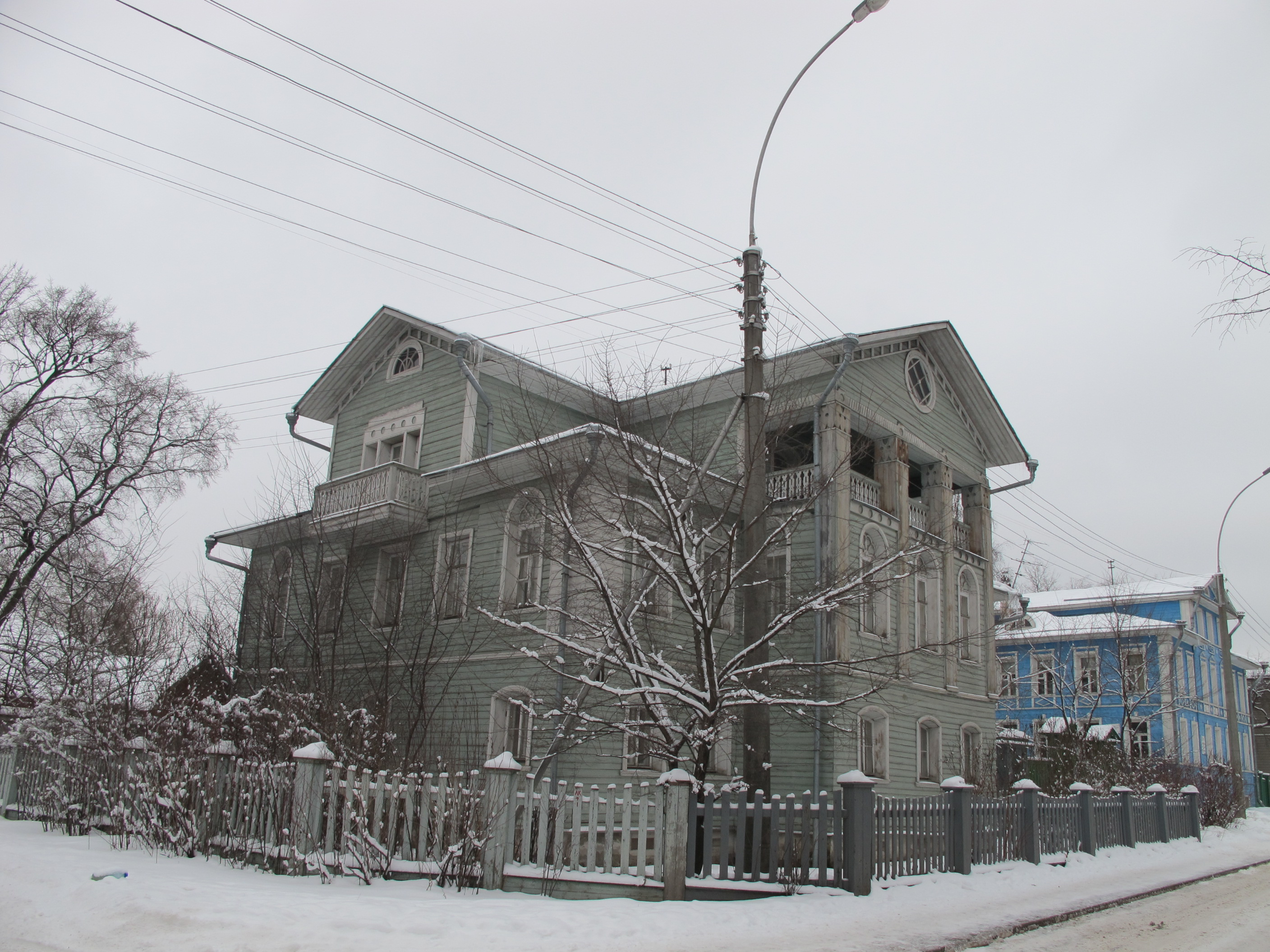
Дом зимой

Экспозиция музея разделена на две части. На первом этаже особняка представлена выставка «Мир забытых вещей», которая повествует посетителям о культуре и быте горожан в Вологде в дореволюционную эпоху. Здесь восстановлены интерьеры XIX — начала XX веков, представлена гостиная, столовая, детская и кабинет. На втором этаже дома оборудована выставка «История Вологодского портрета XVIII—XIX веков» из дворянских усадеб Вологодской губернии.
В музее постоянно организуются и проводятся литературно-музыкальные вечера, детские праздники. Здесь часто в качестве посетителей можно увидеть потомков вологодских дворян, которые с особой бережливостью сохраняют семейные традиции.
В зале на третьем этаже особняка организуются выставки реликвий из семейных коллекций и архивов.